# Qatar ExxonMobil Open 2014
Il Qatar ExxonMobil Open 2014 è stato un torneo di tennis giocato sul cemento. È stata la 22ª edizione del Qatar ExxonMobil Open, facente parte dell'ATP World Tour 250 series nell'ambito dell'ATP World Tour 2014. Si è giocato nell'impianto Khalifa International Tennis Complex a Doha, Qatar, dal 30 dicembre 2013 al 5 gennaio 2014.

## Partecipanti

### Teste di serie
| Nazionalità | Giocatore             | Ranking | Testa di serie* |
| ----------- | --------------------- | ------- | --------------- |
| Spagna      | Rafael Nadal          | 1       | 1               |
| Spagna      | David Ferrer          | 3       | 2               |
| Regno Unito | Andy Murray           | 4       | 3               |
| Rep. Ceca   | Tomáš Berdych         | 7       | 4               |
| Francia     | Richard Gasquet       | 9       | 5               |
| Germania    | Philipp Kohlschreiber | 22      | 6               |
| Lettonia    | Ernests Gulbis        | 24      | 7               |
| Spagna      | Fernando Verdasco     | 30      | 8               |

* Le teste di serie sono basate sul ranking al 23 dicembre 2013.

### Altri partecipanti
I seguenti giocatori hanno ricevuto una wildcard per il tabellone principale:
- Karim Hossam
- Malek Jaziri
- Mousa Shanan Zayed

I seguenti giocatori sono passati dalle qualificazioni:

- Daniel Evans
- Dustin Brown
- Dominic Thiem
- Peter Gojowczyk

## Punti e montepremi
Il montepremi complessivo è di 1.096.910 $.
| Torneo    | Torneo              | V       | F      | SF     | QF     | 2T     | 1T     | Q  | Q3    | Q2  | Q1 |
| Singolare | Punti               | 250     | 150    | 90     | 45     | 20     | 0      | 12 | 6     | 0   | 0  |
| Singolare | Premi in denaro ($) | 188.600 | 99.325 | 53.800 | 30.655 | 18.060 | 10.700 | –  | 1.820 | 870 | 0  |
| Doppio    | Punti               | 250     | 150    | 90     | 45     | 0      | –      | –  | –     | –   | –  |
| Doppio    | Premi in denaro ($) | 60.400  | 31.750 | 17.210 | 9.840  | 5.770  | –      | –  | –     | –   | –  |

## Campioni

### Singolare
Rafael Nadal ha sconfitto in finale  Gaël Monfils per 6–1, 6(5)–7, 6–2.
- È il sessantunesimo titolo in carriera per Nadal, il primo della stagione.

### Doppio
Tomáš Berdych /  Jan Hájek hanno sconfitto in finale  Alexander Peya /  Bruno Soares per 6–4, 6–2.